# Ajmalicine
L’ajmalicine également connue sous le nom de δ-yohimbine ou raubasine, est un médicament antihypertenseur. Il a été commercialisé sous de nombreuses marques, comme Card-Lamuran, Circolene, Cristanyl, Duxil, Duxor, Hydroxysarpon, Iskedyl, Isosarpan, Isquebral, Lamuran, Melanex, Saltucin Co, Salvalion et Sarpan.
C'est également un alcaloïde naturellement présent dans diverses plantes telles que Rauwolfia spp., Catharanthus roseus et Mitragyna speciosa,,.
L'ajmalicine est structurellement liée à la yohimbine, rauwolscine, et d'autres dérivés du yohimbe. Comme la corynanthine, elle agit comme un antagoniste des récepteurs α1-adrénergiques avec des actions préférentielles sur les récepteurs α2-adrénergiques, ce qui sous-tend qu'elle est plus hypotenseur qu'antihypertenseur,.